# Отемисов, Сапар Отемисович
Сапарбай Отемисулы Отемисов (род. 3 мая 1943, Ташкентская область, КазССР) — советский и казахский актер театра. Заслуженный артист Казахской ССР (1980). «Почетный гражданин Южно-Казахстанской области».

## Биография
Родился 3 мая 1943 года в Бостандыкском районе Ташкентской области УзССР. Казах. Отец — Примбетов Отемис, ныне покойный, работал в колхозе. Мать — Омарова Гулжан, ныне покойная, работала в колхозе.
В 1967 году Окончил актерский факультет Института искусств им. Курмангазы. Владеет русским и казахским языками.
С 1960 по 1963 годы — рабочий сцены Областного казахского драматического театра Южно-Казахстанской области.
С 1967 года по настоящее время — актер Южно-Казахстанского областного музыкально-драматического театра им. Ж. Шанина.

## Основные роли на сцене
- Творческая жизнь Сапарбая Отемисулы началась в 1960 году, когда он в 17 лет стал рабочим сцены областного драматического театра ЮКО. Именно тогда театр стал его жизнью. С. Отемисулы окончил институт искусств им. Курмангазы. А в 1967 вернулся в театр, но уже актёром. Сапарбай Отемисулы сыграл более 200 ролей, среди которых: М. Ауэзова «Абай» — Абай, А. Абишева «Мади» — Мади, Ф. Шиллера «Коварство и любовь» — Президент, А. Чехова «Вишнёвый сад» — Лопахин. Награждён дипломом III степени в фестивале классических спектаклей за роль Подколесина в пьесе «Женитьба» Н. В. Гоголя (1977); I степени за роль В. И. Ленина в пьесе «Так победим» М. Шатрова (1987); отмечен грамотой Министерства культуры УзбССР за большой вклад в развитие многонационального искусства (1988).
- Более 45 лет посвятил Сапарбай Отемисулы служению театру, за что снискал безграничную любовь зрителей.

## Интересные факты
- Религиозные взгляды — ислам.
- Идеал политического деятеля — Н. А. Назарбаев.
- Прогноз будущего Казахстана — «Процветающий».
- Хобби — чтение книг.
- Литературные пристрастия — А. Кунанбаев.
- Женат. Супруга — Нигметова Сара (1941 г. р.), пенсионерка, старший преподаватель Института культуры им. аль-Фараби, педагог по вокалу Южно-Казахстанского областного казахского драматического театра им. Ж. Шанина. Сыновья — Отемис Кайрат Сапарбайулы (1966 г. р.), Отемис Канат Сапарбайулы (1976 г. р.); дочери — Отемис Тогжан Сапарбайкызы (1969 г. р.), Отемис Айнур Сапарбайкызы (1975 г. р.).

## Награды
- 1980 — Присвоено почетное звание «Заслуженный артист Казахской ССР»
- 1989 — Почетные Грамоты Верховного Совета Республики Узбекистан
- Медаль «Ветеран труда» (СССР)
- Медаль «За трудовое отличие» (СССР)
- Орден Парасат (2010)
- Медаль «За заслуги в Южно-Казахстанской области»
- «Почетный гражданин Южно-Казахстанской области»
- Специальные призы акима ЮКО (2016)[1]